# کن ایمز
کن ایمز (انگلیسی: Ken Ames; ۱۷ سپتامبر ۱۹۳۳ – ۱۲ مهٔ ۲۰۱۰) بازیکن فوتبال اهل بریتانیا بود.
از باشگاه‌هایی که در آن بازی کرده‌است می‌توان به باشگاه فوتبال پورتسموث اشاره کرد.
وی همچنین در تیم ملی فوتبال English Schools بازی کرده‌است.